# Джолчиєв Бауржан Ренатович
Бауржан Джолчиєв (каз. Бауыржан Жолшиев, нар. 8 травня 1990, Фрунзе) — казахський футболіст, нападник клубу «Астана».
Виступав, зокрема, за клуби «Атирау» та «Тобол» (Костанай), а також національну збірну Казахстану.

## Клубна кар'єра
У дорослому футболі дебютував 2008 року виступами за команду клубу «Атирау», в якій провів три сезони, взявши участь у 43 матчах чемпіонату. 
Своєю грою за цю команду привернув увагу представників тренерського штабу клубу «Тобол» (Костанай), до складу якого приєднався 2011 року. Відіграв за команду з Костаная наступні три сезони своєї ігрової кар'єри. У складі костонайського «Тобола» був одним з головних бомбардирів команди, маючи середню результативність на рівні 0,34 голу за гру першості.
До складу клубу «Астана» приєднався 2014 року. Відтоді встиг відіграти за команду з Астани 41 матч в національному чемпіонаті.

## Виступи за збірні
Протягом 2010–2012 років залучався до складу молодіжної збірної Казахстану. На молодіжному рівні зіграв у 4 офіційних матчах.
У 2012 році дебютував в офіційних матчах у складі національної збірної Казахстану. Наразі провів у формі головної команди країни 12 матчів, забивши 3 голи.

## Титули та досягнення
- Чемпіон Казахстану (2):

«Астана»: 2014, 2015
- Володар Кубка Казахстану (1):

«Атирау»: 2009
- Володар Суперкубка Казахстану (1):

«Астана»: 2015